# ديارال غالب (شبام)
'

تعديل مصدري - تعديل

ديارال غالب هي إحدى قرى عزلة شبام بمديرية شبام التابعة لمحافظة حضرموت، بلغ تعداد سكانها 75 نسمة حسب تعداد اليمن لعام 2004.